# Ялович, Геннадий Михайлович
Генна́дий Миха́йлович Яло́вич (18 ноября 1937, Москва — 6 марта 2002, Москва) — советский и российский актёр театра и кино, театральный режиссёр и педагог.

## Биография
Родился 18 ноября 1937 года в Москве. Отец — Михаил Моисеевич Ялович (1902—1969), мать — Александра Ивановна Ялович (1898—1981). Отец, по национальности — еврей, был родом из Польши, работал грузчиком на фабрике «Большевик», позже окончил Бауманский институт и стал работать инженером на авиационном заводе в Кунцеве, затем стал начальником производства этого завода. Мать — родом из Орехове-Зуева, из исконно русской семьи. Рано стала сиротой, жила у родственников и работала швеёй. Геннадий был поздним ребёнком, когда он родился родителям было около 40 лет. Жил в самом центре города на улице Горького, позже семья переехала на улицу Расковой.
В школе участвовал в самодеятельности; играл на аккордеоне. Его учителем был композитор Ефим Розенфельд. Когда Геннадий учился в восьмом классе, один из его друзей — студент ВГИКа — позвал его поучаствовать в массовке на съёмках фильма «Аттестат зрелости», где его заметила режиссёр Татьяна Лукашевич и дала сцену с Розой Макогоновой.
В 1960 году окончил актёрский факультет Школы-студии МХАТ, где учился на одном курсе с Владимиром Высоцким, Георгием Епифанцевым, Валентином Никулиным и Валентином Поповым. Художественный руководитель курса — Павел Массальский.
После окончания актёрского факультета поступил в аспирантуру кафедры актёрского мастерства Школы-студии МХАТ и одновременно начал преподавать (1962—1965). В этот же период Ялович работал также в театре «Современник», на сцене которого исполнил несколько ролей. Например, исполнил роль гнома Вторника в спектакле «Белоснежка и семь гномов».
В 1964 году вместе с Евгением Радомысленским организовал Экспериментальную студию молодых актёров (Московский молодёжный театр). Основу труппы составили молодые актёры с курса Яловича — Владимир Высоцкий, Георгий Епифанцев, Валентин Никулин, Роман Вильдан, Елена Ситко, Мила Кулик, Валентин Буров, Карина Филиппова. Позже в театру присоединились Лев Круглый, Михаил Зимин, Сергей Десницкий, Людмила Абрамова и Всеволод Абдулов. Студия работала на общественных началах, профессиональные молодые актёры и режиссёры сами финансировали свой театр, а по ночам работали над спектаклями в помещении клуба Совета народного хозяйства СССР (Москва, ул. Дзержинского (ныне Большая Лубянка), 13). У театра не было названия и в шутку актёры называли его «Станиславский, Немирович, Радомысленский, Ялович». В Экспериментальной студии молодых актёров Геннадий Ялович поставил четыре спектакля: «Белая болезнь» К. Чапека, «Оглянись во гневе» Д. Осборна, «Замкнутый спектр» Г. С. Епифанцева и «Мы — Колумбы» С. Ларионова. В 1967 году театр закрылся из-за споров двух руководителей театра — Яловича и Радомысленского.
В 1964 году снимался вместе со своим другом и бывшим однокурсником Владимиром Высоцким в фильме «На завтрашней улице», во время съёмок которого Высоцкий написал песню «Наводчица» и посвятил её Яловичу.
В 1966 году исполнил роль в спектакле «Судебная хроника», поставленном в театре «Ленком» А. М. Адоскиным и А. М. Эфросом по пьесе Я. Волчека. В 1967—1970 годы по приглашению Анатолия Эфроса работал режиссёром в «Ленкоме», где поставил два спектакля. Один из них — «История одного покушения» С. Л. Лунгина и И. И. Нусинова — был запрещён цензурой.
В 1970—1972 годах работал в Московском театре имени А. С. Пушкина, где поставил спектакль «Голубая жилка Афродиты» по пьесе М. Анчарова, но этот спектакль был также запрещён цензурой.
В 1974 году Ялович открыл театр «Мечтатель» при Центральном доме работников искусств в Москве. Спустя короткое время все спектакли были запрещены, а театр — закрыт. Одновременно с 1957 по 1984 годы Ялович руководил любительскими, экспериментальными и студенческими театрами, где поставил около пятидесяти спектаклей.
У него было много учеников. Среди них — актёры Александр Чутко, Олег Фёдоров и др.
Геннадий Михайлович — соавтор сценария мюзикла «Тимур против Квакина» (сценарий написан в соавторстве с Тимуром Гайдаром). Поставлен в 1977 году на сцене Московского ТЮЗа, а в 1980 году — на сцене Свердловского театра кукол.
С 1978 года Ялович работал в Московских концертных организациях, ставил эстрадные программы, кукольный спектакль «Все как у людей», завоевавший призы на фестивалях в Польше и Швеции, но запрещенный для показа в СССР. В период с 1984 по 1986 годы поставил три спектакля во МХАТе и Театре имени Пушкина. В 1991—1992 годах в Московском театре им. Станиславского Ялович играл роль Стенборга в спектакле «Фортинбрас спился» Я. Гловацкого (режиссёр — Р. Козак, пост. — Д. Брусникин).
С 1989 по 1991 годы Ялович являлся основателем и художественным руководителем Московского театра «Альбом», на сцене которого поставил шесть спектаклей. После закрытия театра с Геннадием Михайловичем случился инфаркт, он перенёс четырнадцать клинических смертей подряд. Несмотря на это, он смог полностью восстановиться и вернуться в строй.
С 1992 года — художественный руководитель театра «Товарищество артистов МХАТ», где работал фактически до самой смерти.
Скончался 6 марта 2002 года на 65-м году жизни в Москве. Причиной смерти стал инфаркт. Похоронен на Николо-Архангельском кладбище (участок 2/5).

## Личная жизнь
В 1958 году женился на своей однокурснице, актрисе Марине Добровольской. В семье появился сын Андрей. Позднее супруги расстались.
Вторая жена — Светлана Степановна Ялович, руководитель студии кинопрограмм и советник телеканала «Культура».

## Творчество

### Постановки в театрах
В качестве режиссёра поставил большое количество театральных спектаклей:

#### Московский молодёжный театр (1964—1967)
- «Белая болезнь» по К. Чапеку[21]
- «Оглянись во гневе» по Д. Осборну
- «Замкнутый спектр» по Г. С. Епифанцеву
- «Мы — Колумбы» по С. Ларионову

#### Московский театр имени Ленинского комсомола(1966—1967)
Известно, что поставил два спектакля, один из них:
- «История одного покушения» по пьесе Лунгина и Нусинова

#### Московский драматический театр имени А. С. Пушкина(1970—1972)
- «Голубая жилка Афродиты» М. Л. Анчарова

#### Театр «Мечтатель» (1972)
- «Гулливер» по Е. Брошкевичу
- «Лодка в лесу» по Н. Хайтову
- «Записки из подполья» по Ф. М. Достоевскому
- «Утиная охота» по А. В. Вампилову
- «Последний срок» по В. Г. Распутину

#### Кукольный театр (1978)
- «Всё, как у людей»,

#### Любительские, экспреримернтальные, студенческие театры (1957—1984)
Известно, что с 1957 по 1984 годы Ялович руководил любительскими, экспериментальными и студенческими театрами, где поставил около пятидесяти спектаклей.

#### МХАТ имени М. ГорькогоиТеатр имени А. С. Пушкина(1984—1987)
Известно, что Г. Ялович поставил три спектакля во МХАТе имени М. Горького и в Театре имени А. С. Пушкина.
- 1985 — «Друзья» по Г. Епифанцеву[22]
- 1987 — «По соседству мы живём» по С. Лобозёрову, МХАТ[23][24][25]

#### Московский театр «Альбом»
Шесть постановок. В частности:
- «Человек в пейзаже» (1989—1990)[26]

#### Театр «Товарищество артистов МХАТ» (1992—2002)
- «Ретро» по А. Галину[27]
- «Человек в пейзаже» по А.Битову
- «Уроки в конце весны» О. Н. Кавуна
- «Тишайший Михаил Александрович и его домочадцы» А.Сиплярского

### Фильмография
| Год  |     | Название                                       | Роль                                                           |
| ---- | --- | ---------------------------------------------- | -------------------------------------------------------------- |
| 1954 | ф   | Аттестат зрелости                              | одноклассник                                                   |
| 1960 | ф   | Начало века                                    | филер                                                          |
| 1962 | ф   | Молодо-зелено                                  | Черномор Агеев, архитектор                                     |
| 1963 | ф   | Возвращение Вероники                           | Сергей                                                         |
| 1963 | ф   | Я шагаю по Москве                              | гид на Красной площади                                         |
| 1965 | ф   | Месяц май                                      | аспирант Антон                                                 |
| 1965 | ф   | Наш дом                                        | звукооператор                                                  |
| 1965 | ф   | На завтрашней улице                            | сварщик                                                        |
| 1965 | ф   | Тридцать три                                   | Аркадий Борисович Шереметьев, дантист из Верхних Ямок          |
| 1966 | кор | Когда играет клавесин                          | Олег, студент юрфака МГУ, дружинник                            |
| 1966 | ф   | Нет и да                                       | Имя персонажа не указано                                       |
| 1967 | ф   | Свадебные колокола                             | начальник                                                      |
| 1968 | ф   | Один шанс из тысячи                            | шпион                                                          |
| 1968 | ф   | По Руси                                        | гимназист Петруша                                              |
| 1968 | ф   | Свадебные колокола                             | начальник                                                      |
| 1968 | кор | Так в жизни не бывает (к/ж «Фитиль», № 67)     | режиссёр                                                       |
| 1969 | кор | Демагог (к/ж «Фитиль», № 80)                   | начальник демагога                                             |
| 1969 | ф   | Димка — велогонщик                             | отец Димки                                                     |
| 1969 | ф   | Димка рассердился                              | отец Димки                                                     |
| 1969 | ф   | Димкин петушок                                 | отец Димки                                                     |
| 1969 | ф   | Если есть паруса                               | матрос Углов                                                   |
| 1969 | ф   | Старый знакомый                                | физик Аркадий                                                  |
| 1969 | ф   | Трое                                           | Имя персонажа не указано                                       |
| 1970 | кор | Фонд критики (к/ж «Фитиль», № 99)              | сотрудник учреждения, критиковавший начальника                 |
| 1973 | ф   | Ищу человека                                   | Толя, брат Нины                                                |
| 1973 | ф   | Капля в море                                   | пассажир со скрипкой                                           |
| 1973 | ф   | Принц заморский                                | Кротов                                                         |
| 1973 | ф   | Совсем пропащий                                | проповедник                                                    |
| 1974 | кор | Бумеранг (к/ж «Фитиль», № 146)                 | проектировщик                                                  |
| 1974 | кор | Подхалимы (к/ж «Фитиль», № 140)                | Чубарик                                                        |
| 1975 | ф   | Афоня                                          | театральный режиссёр                                           |
| 1975 | кор | День закрытых дверей (к/ж «Фитиль», № 157)     | администратор гастронома Виктор Иванович                       |
| 1975 | ф   | От зари до зари                                | официант Миша                                                  |
| 1976 | кор | Несовместимость (к/ж «Фитиль», № 168)          | сотрудник предприятия                                          |
| 1976 | кор | Слабое место (к/ж «Фитиль», № 172)             | Имя персонажа не указано                                       |
| 1977 | ф   | Подарок судьбы                                 | комендант общежития Виктор Павлович                            |
| 1977 | ф   | Усатый нянь                                    | товарищ общественник, отец Курослепова                         |
| 1978 | кор | Обмен опытом (к/ж «Фитиль», № 198)             | Имя персонажа не указано                                       |
| 1979 | ф   | Завтрак на траве                               | физрук Филимонов                                               |
| 1979 | ф   | Москва слезам не верит                         | Дима, доктор наук на пикнике, друг Гоши                        |
| 1979 | кор | Пена (к/ж «Фитиль», № 207)                     | Серцов                                                         |
| 1979 | кор | Преступление и наказание (к/ж «Фитиль», № 207) | Михаил Степанович                                              |
| 1979 | ф   | Приключения Электроника                        | Бри, гангстер в банде Стампа                                   |
| 1979 | ф   | Прилетал марсианин в осеннюю ночь              | прапорщик Курнаков                                             |
| 1979 | кор | Современная приманка (к/ж «Фитиль», № 201)     | рыбак-неудачник                                                |
| 1979 | ф   | Суета сует                                     | собеседник Марины в ресторане на пристани, отец пятерых детей  |
| 1980 | кор | Бездельник поневоле (к/ж «Фитиль», № 215)      | начальник ТРИЗа                                                |
| 1980 | ф   | Дамы приглашают кавалеров                      | Густав Иванович, директор магазина в Поварихино                |
| 1980 | ф   | Если бы я был начальником                      | Пищиков                                                        |
| 1980 | кор | Чудак (к/ж «Фитиль», № 212)                    | архитектор магазина                                            |
| 1981 | кор | Ароматные шины (к/ж «Фитиль», № 234)           | сотрудник химической лаборатории                               |
| 1981 | кор | Генеральная репетиция (к/ж «Фитиль», № 229)    | проектировщик, говорящий по телефону                           |
| 1981 | кор | Защитный вариант (к/ж «Фитиль», № 223)         | член месткома Серёгин                                          |
| 1981 | ф   | Остаюсь с вами                                 | пассажир трамвая                                               |
| 1981 | кор | Урок по знакомству (к/ж «Фитиль», № 224)       | клиент универмага Прохорорв                                    |
| 1981 | ф   | Честный, умный, неженатый…                     | инженер Кашкин                                                 |
| 1981 | ф   | Чёрный треугольник                             | бильярдист Гоша Челим                                          |
| 1982 | кор | Не отходя от кассы (к/ж «Фитиль», № 235)       | покупатель шнурков и гуталина                                  |
| 1982 | кор | Ночные гости (к/ж «Фитиль», № 236)             | посетитель вытрезвителя                                        |
| 1982 | ф   | Престиж                                        | Уточкин                                                        |
| 1982 | ф   | Слёзы капали                                   | Станислав Пташук, сотрудник Васина                             |
| 1983 | ф   | Любовью за любовь                              | Кизил                                                          |
| 1983 | кор | Оптимальный вариант (к/ж «Фитиль», № 255)      | автор плаката                                                  |
| 1983 | ф   | Трест, который лопнул                          | Сэм, почтальон                                                 |
| 1983 | кор | Человек-невидимка (к/ж «Фитиль», № 247)        | Степанов                                                       |
| 1984 | кор | Ребус (к/ж «Фитиль», № 259)                    | водитель Пал Палыча                                            |
| 1985 | ф   | Пять минут страха                              | Андрей Николаевич, режиссёр театра, сосед Каретникова по даче  |
| 1986 | кор | Естественный отбор (к/ж «Фитиль», № 294)       | сотрудник котлетного цеха                                      |
| 1986 | ф   | Кин-дза-дза!                                   | столичный эцилопп в штатском                                   |
| 1986 | кор | «Наш современник» (к/ж «Фитиль», № 291)        | рационализатор                                                 |
| 1986 | кор | С лёгким паром (к/ж «Фитиль», № 283)           | постоялец гостиницы                                            |
| 1988 | ф   | Дорогое удовольствие                           | интеллигент                                                    |
| 1988 | ф   | Происшествие в Утиноозёрске                    | Андрей Михайлович, главный редактор газеты «Заря Утиноозёрска» |
| 1988 | кор | Рискованный эксперимент (к/ж «Фитиль», № 311)  | директор обувной фабрики                                       |
| 1989 | ф   | Процесс                                        | эпизод                                                         |
| 1992 | кор | Судьба резидента (к/ж «Фитиль», № 358)         | агент 1792 Майкл Смит                                          |

### Интервью
- Интервью с Г. Яловичем. // Программа «Старый телевизор», НТВ, 1990-е.
- Геннадий Ялович: Бабушки в палатках меня узнают. // Газета «Музыкальная правда», № 4, 11 февраля 2000.

### Воспоминания о Г. Яловиче
- Кувалдин Ю. Ялович. // «Наша улица», № 216 (11), ноябрь 2017.
- Цыбульский М. Геннадий Ялович // Сайт «Владимир Высоцкий. Каталоги и статьи», 2019.
- Товарищество артистов МХАТ. Монологи о театре. Двадцатипятилетию посвящается. 1989—2014. — М.: Товарищество артистов МХАТ, 2014.
- Чутко А. Мой первый учитель. // «В поисках Высоцкого» № 14 – научно-популярное периодическое издание (ежеквартальный журнал), Пятигорск, Изд-во ПГЛУ, 2014. ISBN 978-5-4220-0214-6. с. 94-106.